# Сквер (филм из 2017)
Сквер (енгл. The Square) шведски је сатирични драмски филм из 2017. године који је режирао Рубен Естлунд и у којем играју Клаес Банг, Елизабет Мос, Доминик Вест и Тери Нотари. Филм приказује публицитет који изазива уметничка инсталација, а делимично је надахнут инсталацијом самог Естлунда. Сниман је у Гетеборгу, Стокхолму и Берлину.
Филм је представљен на Канском филмском фестивалу 2017. и након што је добио позитивне критике освојио је Златну палму. Накнадно је изабран и за Међународни филмски фестивал у Торонту 2017. Био је номинован за награду Оскар у категорији најбољи филм ван енглеског говорног подручја.

## Радња
Кристијан је уважени кустос музеја савремене уметности. Разведен, али и брижан отац двоје деце, он вози електрични аутомобил и подржава више циљеве. Он се налази у пуном јеку припрема за нову изложбу под именом Сквер, под којом се подразумева уметничка инсталација у облику квадрата која пролазнике позива на алтруизам. Међутим, Кристијанова непромишљена реакција, када му украду мобилни телефон, покреће читав низ непријатних ситуација. У међувремену, нова агенција за односе са јавношћу музеја осмишљава неочекивану кампању за Сквер, која наилази на бес јавности.

## Улоге
- Клаес Банг као Кристијан
- Елизабет Мос као Ана
- Доминик Вест као Џулијан Жижони
- Тери Нотари као Олег
- Линда Анборг као Линда
- Кристофер Лесе као Мајкл

## Продукција

### Развој
Прича за филм је осмишљена када су 2014. године режисер Рубен Естлунд и продуцент Кале Боман поставили инсталацију у Музеју „Вандалорум” у Вернаму. Као уметници, изјавили су следеће: „Сквер је уточиште поверења и бриге. Унутар њега сви делимо иста права и обавезе.”
У једној сцени, човек са Туретовим синдромом дере се на репортера. Естлунд каже да је ово надахнуто стварним инцидентом у шведском позоришту, а представљено је без страха од преосетљивости пошто су људи у овом делу ’сатиризовани’. Почетак филма је такође надахнут инцидентом из стварног живота, када у Гетеборгу Естлунд види када се усплахирена жена судари с мушкарцем и почне говорити како је неко хтео да је убије. Други човек долази и почиње да се дере. Испоставља се да је у питању смицалица, током које је Естлунду неко украо мобител. Радећи на сценарију, Естлунд је посетио бројне галерије.

### Кастинг
Дански глумац Клаес Банг је за пројекат сазнао преко Танје Грунвалд, која је из Данске и која је такође хтела да игра у филму. Банг је дошао на три аудиције, и служио се много импровизацијом. Након окупљања већег дела своје поставе на аудицијама широм Нордијских земаља, Естлунд — знајући за жељу Вилијам Морис ендевор ентертејнмента да са њим направи филмски пројекат на енглеском — контактирао је Бафту у Лондону. После овога су се Елизабет Мос и Доминик Вест придружили постави. Естлунд је казао како је за Мосову и Веста било изазовно да се прилагоде шведској режији, али су на крају успели.
Тери Нотари, амерички глумац који игра Олега (лик који се понаша као мајмун) добио је улогу на основу искуства у научнофантастичном филму из 2011. године по имену Планета мајмуна: Почетак. Естлунд је сазнао за Нотарија користећи Гугл претрагу, претраживши резултате за „глумац који имитира мајмуна” и погледавши један од Нотаријевих наступа.

### Снимање
Снимање се одвијало у периоду од јуна до октобра 2016. године у Гетеборгу, Стокхолму и Берлину. Галерија у филму је заснована на шведској Краљевској палати.
Буџет за снимање је износио 5,5 милиона долара. Естлунд је отприлике снимао једну сцену дневно, снимајући и до 50 кадрова, с тим да је за неке од најсложенијих сцена требало четири дана. У Берлину, један дан је потрошен са бонобоом, а глумци добили упуте како да се понашају са животињом како се не би изазвала насилна реакција.

## Излазак
Филм је стављен на распоред Филмског фестивала у Кану 2017. пред крај априла, као последњи. Овде је била његова међународна премијера. Касније је приказан на Сиднејском филмском фестивалу (јун), а онда и Новозеландском међународном филмском фестивалу (јул). Иако је број филмова на Међународном филмском фестивалу у Торонту смањен у односу на 2016, Сквер је свеједно одабран за фестивал 2017. (септембар).
Обимније биоскопско приказивање у Шведској (Триарт филм) заказано је за 25. август 2017. године. Пре приказивања филма у Кану, права за дистрибуцију су продата за приказивање у Уједињеном Краљевству, Француској, Немачкој и другим европским земљама. Магнолија пикчерс је постао амерички дистрибутер. Трејлер за филм је изашао у јулу. У Уједињеном Краљевству је планирано да се прикаже у Сомерсет хаусу (Лондон), 16. августа, с тим да је Керзон артифишал ај одлучио да одгоди ширу британску премијеру планирану за 25. август — да би Естлунд могао дорадити неке сцене за УК.
Филм Сквер ће премијеру у Србији имати на Кустендорфу 16. јануара 2017. и том приликом фестивал ће свечано отворити редитељ филма Рубен Естлунд. Дистрибутер за Србију је Фајв старс филм дистрибјушн.

## Критика
Сквер има рејтинг одобравања од 84% на агрегатору Rotten Tomatoes, на основу 174 рецензије, а на сајту Metacritic добио је просечну оцену 73 од 100. У Кану су критике биле веома позитивне, мада није се очекивало да ће освојити Златну палму. Овен Глајберман из Варајетија описао је филм као „углађено немилосрдно рушење декаденције света савремене уметности”, наглашавајући како је музеј мотивисан похлепом а филм „више претеран а мање ефективан од Више силе”. Питер Бредшо дао му је четири звездице у Гардијану, оценивши га као „отворену и смелу надреалну сатиру”. У Холивуд репортеру, Тод Макарти га је назвао „лудо амбициозним а често узнемирујућим”, рекавши да је можда циљ требало да буде обухватити што више ствари, али трага је свеједно остављено. Роби Колин му је такође дала четири звездице, у Дејли телеграфу, објаснивши како је први сат сатиричан на паметан начин а касније сцене страшне. Насупрот овоме, критичар из Индивајера Ерик Кон био је разочаран претеривањем и недостатком структуре — филм је назвао „Полоковим платном чудних идеја истресених пред публику у потрази за јединственим наративом, од чега се нешто држи боље од осталог”.
Естлунд је за Сквер добио Златну палму, што је први пут да претежно шведска продукција добије награду још од Добрих намера (1992) и први пут да награду добије један шведски режисер од када је Алф Шеберг освојио за црно-белу драму Госпођица Јулија (1951). Председник жирија Педро Алмодовар истакао је филмско представљање „диктатуре бивања политички коректним”. Поротница Ањес Жауи такође је похвалила интелигентност и довитљивост. Исто тако, декоратер сета Јосефин Осберг је добио Награду Вулкан за техничког уметника на Кану.